# Heterostemma collinum
Heterostemma collinum är en oleanderväxtart som beskrevs av Rudolf Schlechter. Heterostemma collinum ingår i släktet Heterostemma och familjen oleanderväxter. Inga underarter finns listade i Catalogue of Life.